# Дом Г. С. Долганова
Дом Г. С. Долганова — памятник градостроительства и архитектуры в историческом центре Нижнего Новгорода. Построен в 1846 году по проекту вольнопрактиковавшего архитектора М. П. Камышникова в стиле академической эклектики.

## История
Купцы небольшого городка Горбатова Долгановы в начале XIX века предъявив капиталы, записались в купеческие гильдии Санкт-Петербурга (Константин Доганов) и Нижнего Новгорода (Семён, Григорий и Фёдор Долгановы). Последние выкупили у мещанина Г. Соснина участок усадебной земли на пересечении Ильинской и Сергиевской улиц.
В 1845 году купец второй гильдии Григорий Степанович Долганов заказал вольнопрактикующему архитектору М. П. Камышникову проект каменного двухэтажного с антресолями во двор и служб. Созданные архитектором план-фасады были одобрены 30 января 1846 года Нижегородской Строительной комиссией, а 6 июня 1846 года утверждены Николаем I в Петергофе. Ранее Долганов заключил с В. Мичуриным подряд на строительство, из-за чего закладка фундаментов состоялась до высочайшего утверждения проекта. Архитектор М. П. Камышников умер 14 июня 1846 года, поэтому надзор за строительством возлагался на городового архитектора Г. И. Кизеветтера.
Дом в семь окон по каждому фасаду занял угловое положение. Первоначально в первом этаже проектировалось пять торговых лавок, но вместо них выполнили жилые комнаты. Вверху на обоих фасадах были протянуты богатые орнаментальные фризы, под окнами второго этажа встроены ширинки с лепными «жуками» и мелко прорисованный греческий меандровый пояс.